# Alois Grath
Alois Grath (* 23. Jänner 1939 in Marz) ist ein ehemaliger österreichischer Politiker (SPÖ). Er war von 1984 bis 1996 Abgeordneter zum Burgenländischen Landtag.

## Leben
Nach der Volksschule in Marz besuchte Grath die Hauptschule in Felixdorf. Danach erlernte er den Beruf des Maurers und absolvierte eine dreijährige Bauhandwerkerschule, die er 1961 erfolgreich abschloss. 1964 legte er die Baumeisterprüfung ab und war bis 1969 als Baustellenleiter beschäftigt. 1969 wechselte er in den Burgenländischen Landesdienst, 1977 wurde er Geschäftsführer des Abwasserverbandes Wulkatal.

## Politik
Grath trat 1958 der SPÖ bei und wirkte als 2. Vizebürgermeister sowie 1967 und von 1972 bis 1992 als Bürgermeister in Marz. Er vertrat die SPÖ vom 19. November 1984 bis zum 27. Juni 1996 im Landtag und war von 1986 bis 1990 Landesobmann der Kinderfreunde.